# Nikołaj Parfionow
Nikołaj Parfionow (ros. Николай Парфёнов, ur. 25 maja 1976 r. w Permie) – rosyjski kombinator norweski i skoczek narciarski, brązowy medalista mistrzostw świata.

## Przebieg kariery
Startował głównie w zawodach Pucharu Świata B (obecnie Puchar Kontynentalny), najlepiej prezentując się w sezonie 1998/1999, który ukończył na 36. miejscu w klasyfikacji generalnej. Nigdy nie stał na podium konkursów tego cyklu. W Pucharze Świata zadebiutował 16 stycznia 1999 w Libercu zajmując 40. miejsce. Tym samym już w swoim debiucie wywalczył pierwsze pucharowe punkty (od sezonu 1993/1994 do 2001/2002 obowiązywała inna punktacja Pucharu Świata). W sezonie 1998/1999 Pucharu Świata pojawił się jeszcze trzykrotnie, najlepszy wynik osiągając 26 stycznia 1999 roku w Predazzo, gdzie zajął 22. miejsce w konkursie rozgrywanym metodą Gundersena. W klasyfikacji generalnej zajął 59. pozycję.
W 1997 wystąpił na mistrzostwach świata w Trondheim, gdzie indywidualnie zajął 45. miejsce, a wraz z kolegami był dziesiąty w sztafecie. Dwa lata później, podczas mistrzostw świata w Ramsau osiągnął największy sukces w swojej karierze. W konkursie drużynowym wspólnie z Aleksiejem Fadiejewem, Dmitrijem Sinicynem i Walerijem Stolarowem wywalczył brązowy medal. Po skokach Rosjanie zajmowali drugą pozycję za Finami, jedna w biegu wyprzedzili ich Norwegowie, co więcej musieli bronić trzeciego miejsca przed atakami Francuzów, z którymi wygrali walkę o podium o zaledwie 0.1 sekundy. Na tych samych mistrzostwach wystąpił także w sprincie, w którym zajął 25. miejsce. W 2003 zakończył karierę.

## Osiągnięcia

### Mistrzostwa świata
| Miejsce | Dzień     | Rok  | Miejscowość | Konkurencja          | Wynik zwycięzcy | Strata      | Zwycięzca        |
| ------- | --------- | ---- | ----------- | -------------------- | --------------- | ----------- | ---------------- |
| 45.     | 22 lutego | 1997 | Trondheim   | Gundersen K-90/15 km | 43:43.1 min     | +9:07.9 min | Kenji Ogiwara    |
| 10.     | 23 lutego | 1997 | Trondheim   | Sztafeta K-90/4x5 km | 52:18.0 min     | +4:52.1 min | Norwegia         |
| 3.      | 25 lutego | 1999 | Ramsau      | Sztafeta K-90/4x5 km | 49:34.2 min     | +1:53.2 min | Finlandia        |
| 25.     | 27 lutego | 1999 | Ramsau      | Sprint K-90/7.5 km   | 17:48.4 min     | +2:02.3 min | Bjarte Engen Vik |

### Puchar Świata

#### Miejsca w klasyfikacji generalnej
- sezon 1998/1999: 59.

#### Miejsca na podium chronologicznie
Parfionow nigdy nie stał na podium zawodów Pucharu Świata.

### Puchar Kontynentalny

#### Miejsca w klasyfikacji generalnej
- sezon 1997/1998: 60.
- sezon 1998/1999: 36.
- sezon 1999/2000: 78.
- sezon 2000/2001: 69.
- sezon 2001/2002: 55.

#### Miejsca na podium chronologicznie
Parfionow nigdy nie stał na podium zawodów Pucharu Kontynentalnego.